# Parti progressiste (Israël)

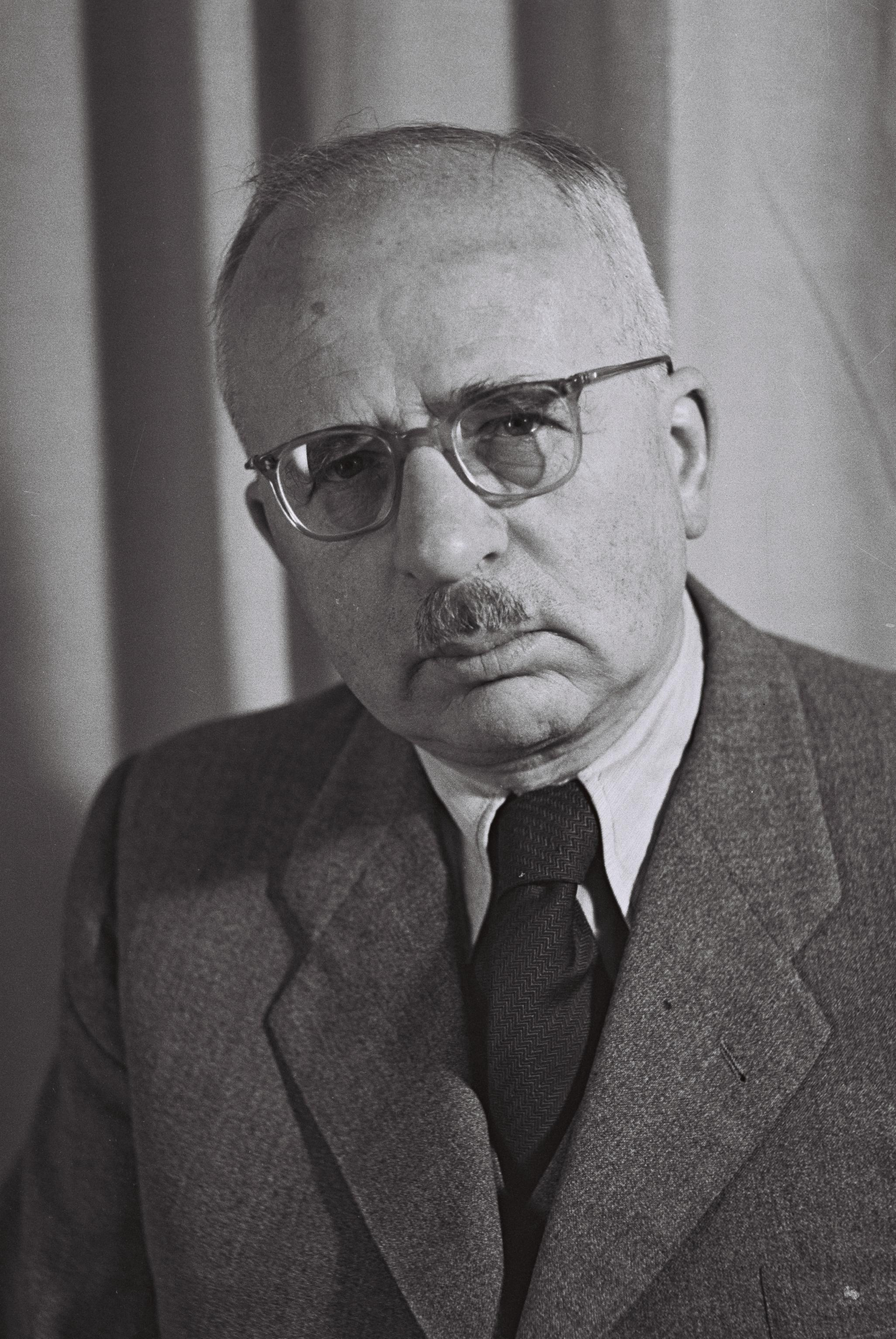
Pinhas Rosen, Ministre de la Justice issu du Parti progressiste (1951).

Le Parti progressiste (hébreu : מפלגה פרוגרסיבית, Miflaga Progresivit) était un parti politique israélien.

## Histoire
Le Parti progressiste était un parti libéral dont la plupart des fondateurs venaient des rangs du Parti de la nouvelle alya et du HaOved HaTzioni, qui avaient été actifs avant l'indépendance d'Israël. Ces membres provenaient essentiellement de l'immigration d'Europe centrale.
Lors des élections législatives de 1949, le parti remporta cinq sièges à la Knesset, occupés par Idov Cohen, Yeshayahu Forder, Avraham Granot, Yizhar Harari et Pinhas Rosen en tant que représentants. Ils rejoignirent le gouvernement comme partenaires de coalition du Mapaï de David Ben Gourion, et furent membres des premier et deuxième gouvernements israéliens.
Les élections législatives suivantes, en 1951, virent le parti perdre un siège à la Knesset. Il ne fut pas inclus dans la coalition gouvernementale initiale du 3e gouvernement israélien de David Ben Gourion, mais participa au 4e comme substitut des partis religieux Agoudat Israel et Poale Agoudat Israel qui l'avaient quitté sur des questions d'éducation religieuse. Il fut aussi un partenaire de coalition du 5e gouvernement (formé lorsque David Ben Gourion démissionna et fut remplacé par Moshe Sharett), mais ne participa pas au 6e après qu'une motion de défiance ait été déposée contre la coalition au pouvoir.
En 1955, le parti récupéra un siège à la Knesset, repassant à 5, lors des élections législatives, et fut membre des 7e et 8e gouvernements dirigés par David Ben Gourion.
Quatre ans plus tard, le parti obtint un siège supplémentaire à la Knesset. Il rejoignit une nouvelle fois le gouvernement de coalition de David Ben Gourion. Le 8 mai 1961, le parti fusionna avec les Sionistes généraux afin de former le Parti libéral. Ce fut une motion de défiance portée par le nouveau Parti libéral et le Hérout qui fit chuter le gouvernement.
Les élections de 1961 virent le Parti libéral devenir le troisième plus important à la Knesset, bien qu'il n'ait pas rejoint la coalition gouvernementale. Lors de cette session, la majorité des représentants du Parti libéral fusionna avec le Hérout pour donner naissance au Gahal (qui devint par la suite le Likoud). Cependant les représentants approuvant la fusion étaient pour la plupart d'anciens Sionistes généraux. La plupart des anciens représentants du Parti progressiste s'y opposèrent et créèrent les Libéraux indépendants.